# جيمس فرانك دوبي
جيمس فرانك دوبي (بالإنجليزية: James Frank Dobie)‏ ولد في (26 سبتمبر 1888 وتوفي في 18 سبتمبر 1964) هو فلكور وكاتب صحفي أمريكي اشتهر بكتاباته العديدة التي تصور ثراء وتقاليد الحياة في المناطق الريفية في تكساس خلال أيام المراعي المفتوحة.

## روابط خارجية
- جيمس فرانك دوبي على موقع الموسوعة البريطانية (الإنجليزية)